# Evgenius viridescens
Evgenius viridescens là một loài bọ cánh cứng trong họ Cerambycidae.